# Rákos-patak

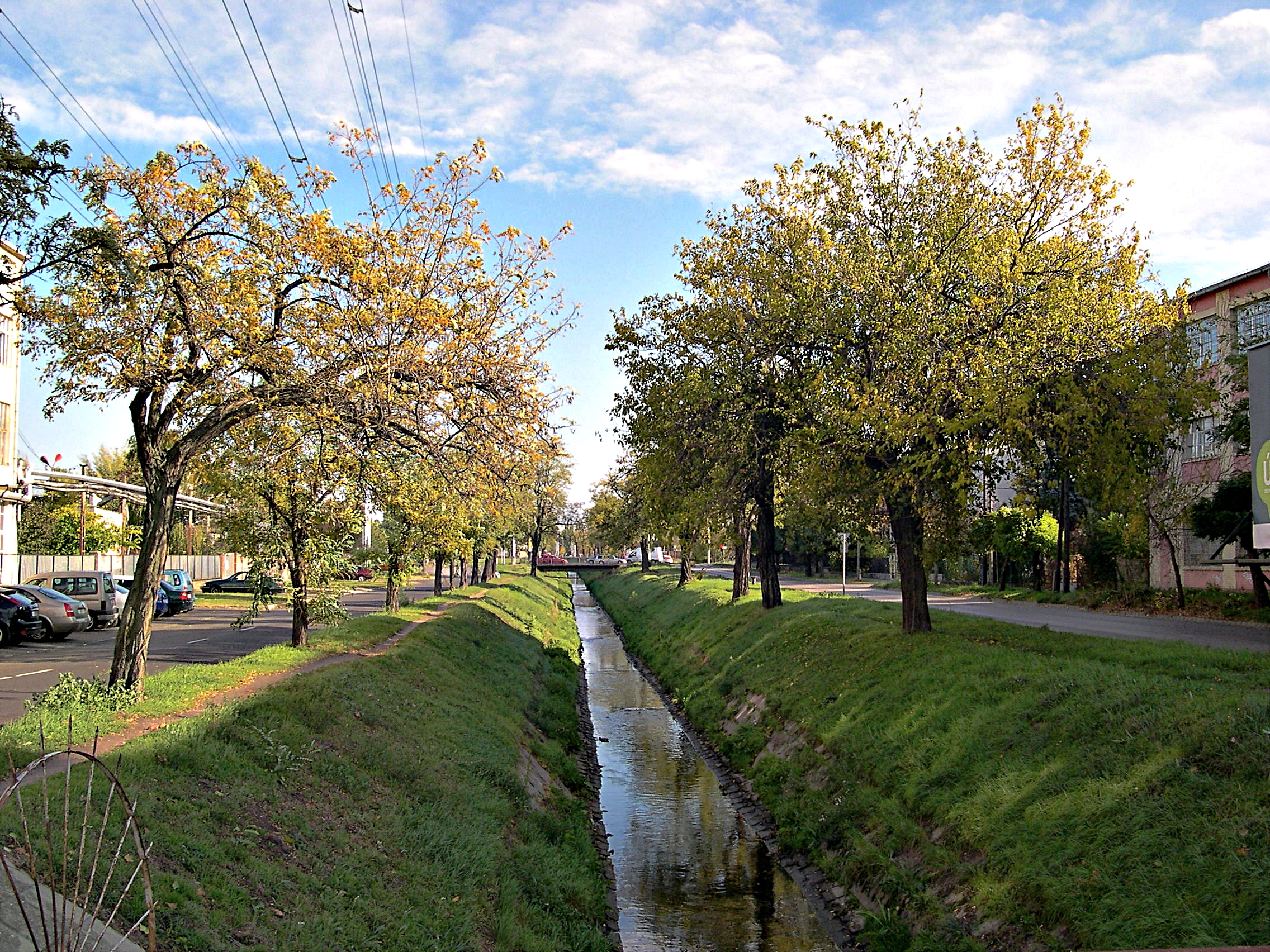
Rákos-patak w Zugló, XIV dzielnicy Budapesztu

Rákos-patak, krótka rzeka, a raczej potok, wypływający ze Wzgórz Gödöllő i uchodzący do Dunaju, jeden z najdłuższych lewobrzeżnych dopływów Dunaju na jego węgierskim odcinku.

## Bieg rzeki
Potok, którego średnia szerokość wynosi 1–3 m, wypływa ze Wzgórz Gödöllő, w granicach miejscowości Szada. W Gödöllő łączy się z jednym z dopływów zwanym Fiók-Rákos-patak. Po przepłynięciu przez Isaszeg i Pécel, dociera do Budapesztu na teren XVII dzielnicy, po której opuszczeniu przepływa jeszcze przez X, XIV i XIII dzielnicę i w końcu uchodzi do Dunaju powyżej północnego krańca kąpieliska Dagály fürdő. Po drodze zasila go szereg mniejszych cieków.

## Historia
Potok otrzymał swą nazwę od zamieszkujących w nim dawniej raków (węg.: rák). Dzisiaj trudno w nim spotkać już nie tylko raki, ale i inne wodne stworzenia. Zgodnie ze średniowiecznymi opisami, raki żyły u źródeł potoku. Na odcinku Isaszeg, Pécel, Rákoscsaba funkcjonowało wiele stawów rybnych, których spiętrzona woda napędzała młyny, następnie pomiędzy Rákoscsabą a Keresztúrem wody potoku zasilały obszar bagien. Takie warunki nie sprzyjały rakom, ale pisma wspominają, że obficie występowały tam węgorze i inne ryby.
Pierwsza wzmianka o młynach wodnych poruszanych przez wody potoku między Isaszegiem i Keresztúrem pochodzi z XIV-wiecznego dokumentu.
W XVIII wieku osuszono bagna leżące w granicach Pesztu, a potok uregulowano.
Zarząd miejski Pesztu na początku XIX wieku zdecydował, że wodami potoku będzie zasilane zabagnione i nieprzyjemnie pachnące jezioro w parku Városliget. Plan zrealizowano na uroczystości millenijne w 1896 roku.
XVII dzielnica, znana pod nazwą Rákosmente i jej części, otrzymały swoje nazwy od przepływającego przez nie potoku, a z kolei ze względu na topografię terenu, szereg osiedli lub ich części odzwierciedla tą różnorodność w swoich nazwach (np.: Rákoshegy – Rakowa Góra, Madárdomb – Ptasie Wzgórze, Kaszásdűlő – Kosiarska Rola itp.).
27 stycznia 2015 potokiem spłynęła zanieczyszczona rdzą woda i w związku z tym Stołeczne Przedsiębiorstwo Kanalizacyjne (Fővárosi Csatornázási Művek) wszczęło dochodzenie.

## Literatura
- Oross András: A Rákos-patak és vízgyűjtő területének történeti földrajzi vázlata (Historyczny szkic geograficzny potoku Rákos i jego zlewni). In: Fons, X. évfolyam (2003), 2. szám
- Dr. Pécsi Márton: Budapest természetföldrajza (Geografia środowiska Budapesztu) (Akadémia kiadó, Budapest, 1959)